# Xargs
xargs는 유닉스 및 유닉스 계열 운영 체제의 명령어로 표준 입력을 통해 명령 줄을 만들고 실행하는 데 사용한다. 버전 2.6.23 이전의 리눅스 커널에서는 긴 목록의 매개변수가 명령어를 통해 이용하지 못하는 경우도 간혹 있으므로 xargs는 변수 목록을 여러 하부 목록으로 잘게 나누어서 받아들일 수 있게 한다.
예를 들면, 다음 명령어들은 /path 아래에 파일들이 너무 많이 있을 경우 "Argument list too long"이란 메시지를 내며 실행되지 않는다.
```
 
rm
 
/path/*

```

또는
```
 
rm
 
`
find
 
/path
 
-type
 
f
`

```

그러나, (같은 역할을 하는) 다음 명령어는 파일 개수와 상관없이 실행된다.
```
 
find
 
/path
 
-type
 
f
 
-print0
 
|
 
xargs
 
-0
 
rm

```

이 예제에서, find는 파일이름의 리스트를 갖는 xargs를 입력으로 받는다.
xargs는 이 리스트를 세부리스트로 나누면서 각각의 리스트에 대해서 rm을 호출한다.
이 방법은 같은 역할을 하는 다음의 명령어 보다 더 효율적이다.
```
 
find
 
/path
 
-type
 
f
 
-exec
 
rm
 
'{}'
 
\;

```

위 명령어에서는 각각의 파일에 대해 rm이 호출된다.

## 같이 보기
- find